# العلاقات الأرجنتينية الإثيوبية
العلاقات الأرجنتينية الإثيوبية هي العلاقات الثنائية التي تجمع بين الأرجنتين وإثيوبيا.

## مقارنة بين البلدين
هذه مقارنة عامة ومرجعية للدولتين:
| وجه المقارنة                                              | الأرجنتين                                               | إثيوبيا                        |
| --------------------------------------------------------- | ------------------------------------------------------- | ------------------------------ |
| المساحة (كم2)                                             | 2.78 مليون                                              | 1.10 مليون                     |
| عدد السكان (نسمة)                                         | 44.27 مليون                                             | 104.96 مليون                   |
| الكثافة السكانية (ن./كم²)                                 | 15.92                                                   | 95.42                          |
| العاصمة                                                   | بوينس آيرس                                              | أديس أبابا                     |
| اللغة الرسمية                                             | اللغة الإسبانية                                         | اللغة الأمهرية                 |
| العملة                                                    | البيزو الأرجنتيني 1983 ‏، بيزو أرجنتيني، أسترال أرجنتيني | بير إثيوبي                     |
| الناتج المحلي الإجمالي (بليون دولار)                      | 637.59 مليار                                            | 80.56 مليار                    |
| الناتج المحلي الإجمالي (تعادل القوة الشرائية) بليون دولار | 883.02 مليار                                            | 161.90 مليار                   |
| الناتج المحلي الإجمالي الاسمي للفرد دولار أمريكي          | 13.43 ألف                                               | 619                            |
| الناتج المحلي الإجمالي للفرد دولار أمريكي                 |                                                         | 1.50 ألف                       |
| مؤشر التنمية البشرية                                      | 0.827                                                   | 0.442                          |
| رمز المكالمات الدولي                                      | +54                                                     | +251                           |
| رمز الإنترنت                                              | .ar                                                     | .et                            |
| المنطقة الزمنية                                           | 00                                                      | ت ع م+03:00، توقيت شرق أفريقيا |

## منظمات دولية مشتركة
يشترك البلدان في عضوية مجموعة من المنظمات الدولية، منها:
| علم المنظمة | اسم المنظمة                        | تاريخ انضمام الأرجنتين | تاريخ انضمام إثيوبيا |
| ----------- | ---------------------------------- | ---------------------- | -------------------- |
|             | الاتحاد البريدي العالمي            | ?                      | ?                    |
|             | مؤسسة التنمية الدولية              | 3 أغسطس 1962           | 11 أبريل 1961        |
|             | منظمة حظر الأسلحة الكيميائية       | ?                      | ?                    |
|             | الأمم المتحدة                      | 24 أكتوبر 1945         | 13 نوفمبر 1945       |
|             | وكالة ضمان الاستثمار متعدد الأطراف | 11 فبراير 1992         | 13 أغسطس 1991        |
|             | منظمة الشرطة الجنائية الدولية      | ?                      | ?                    |
|             | مؤسسة التمويل الدولية              | 13 أكتوبر 1959         | 20 يوليو 1956        |
|             | البنك الدولي للإنشاء والتعمير      | 20 سبتمبر 1956         | 27 ديسمبر 1945       |
|             | الاتحاد الدولي للاتصالات           | 1889                   | 20 فبراير 1932       |
|             | البنك الإفريقي للتنمية             | ?                      | ?                    |
|             | الفريق المعني برصد الأرض           | ?                      | ?                    |
|             | يونسكو                             | 15 سبتمبر 1948         | 1 يوليو 1955         |

## وصلات خارجية
- موقع وزارة الخارجية الأرجنتينية
- موقع وزارة الخارجية الإثيوبية